# Адамс, Нил (футболист)
Нил Джеймс А́дамс (англ. Neil James Adams; род. 23 ноября 1965, Сток-он-Трент, Стаффордшир) — английский футболист, полузащитник.

## Карьера
Адамс — воспитанник клуба «Сток Сити». Дебютировал в составе «сорок» в матче второго дивизиона Футбольной лиги 1985/86 против «Фулхэма».
В июне 1986 года из-за трудного финансового положения «Сток Сити», Адамс был продан в ливерпульский «Эвертон» за сумму в £150 000 фунтов стерлингов. В сезоне 1986/87 помог команде победить в Первом дивизионе Футбольной лиги. В июне 1989 года отклонил предложение «ирисок» о новом контракте и был продан в «Олдем Атлетик». В конце апреля 1990 года сыграл в матче финала Кубка Футбольной лиги 1989/1990 против «Ноттингем Форест». Выступая на правом фланге в сезоне 1992/93, Адамс забил девять голов включая матчи против «Ливерпуля», «Эвертона» и «Челси»
В начале 1994 года после длительных переговоров подписал контракт с «Норвич Сити», выступая на стадионе Карроу Роуд стал основным пенальтистом команды, промахнувшись с точки только в матче Кубка Лиги против «Суонси Сити». В сезоне 1996/1997 годов вышел во всех матчах лиги кроме одного и стал вторым бомбардиром клуба в сезоне (16 голов). В 2002 году после голосования болельщиков вошел в зал славы Норвич Сити.